# Sottunga
Sottunga ist eine Gemeinde in der autonomen finnischen Provinz (finnisch: Lääni) Åland.
Sottunga ist mit 111 Einwohnern (Stand 31. Dezember 2022) die Gemeinde Finnlands mit der geringsten Einwohnerzahl. Wie auf ganz Åland ist Schwedisch die offizielle Sprache, 94 Prozent der Einwohner sind schwedischsprachig.
Sottunga setzt sich aus vielen Inseln zusammen, von denen nur drei bewohnt sind. Normalerweise meint man mit Sottunga die größte der drei Inseln. Trotz der geringen Größe verfügt die Gemeinde über diverse Dienstleistungseinrichtungen: Im Zentrum gibt es einen Dorfladen, ein Bank- und ein Postbüro sowie eine Grundschule. Gegenüber der Notfallstation befindet sich sogar ein Helikopterlandeplatz.
In der Gemeinde herrscht Vollbeschäftigung; die Arbeitslosenquote wurde im Januar 2007 offiziell mit 0 Prozent ausgewiesen.
Im Jahr 2011 verschlechterte sich die finanzielle Situation der Kommune so stark, dass sie bei der åländischen Regierung um Hilfe ersuchen musste. Vor der Wahl zum Lagting im Oktober 2011 wurde bekannt, dass der Kommune innerhalb zweier Monate das Geld ausgehen würde, was schlimmstenfalls zu Zahlungsausfällen gegenüber Angestellten und Lieferanten führen könnte. Die sogenannte „Sottungakrise“ wurde sogar mit der Griechischen Staatsschuldenkrise ab 2010 verglichen. Die Gemeinde hat zwar keine Schulden; aber durch ihre geringe Größe führten die Pflegekosten für vier alte Menschen dazu, dass sich die Ausgaben hierfür innerhalb kurzer Zeit verdoppelten und nun 30 bis 40 Prozent des Gemeindehaushalts ausmachen, während die Steuereinnahmen sanken. Die Regierung verlangt nun einen Fünfjahresplan für die Finanzen der Gemeinde.

## Gemeindename
Man nimmt an, dass der Gemeindename von den Wörtern sotig und tunga stammt, was in etwa „schmutzige Sprache“ bedeutet und auf die eigenartige Variante des åländischen Dialektes der Insel hinweisen könnte.

## Verkehr
Sottunga erreicht man mit den Schärenfähren von Ålandstrafiken, die ganzjährig auf der Route von Långnäs (Gemeinde Lumparland) nach Kökar und weiter nach Galtby (Gemeinde Korpo) verkehrt.

## Sehenswürdigkeiten

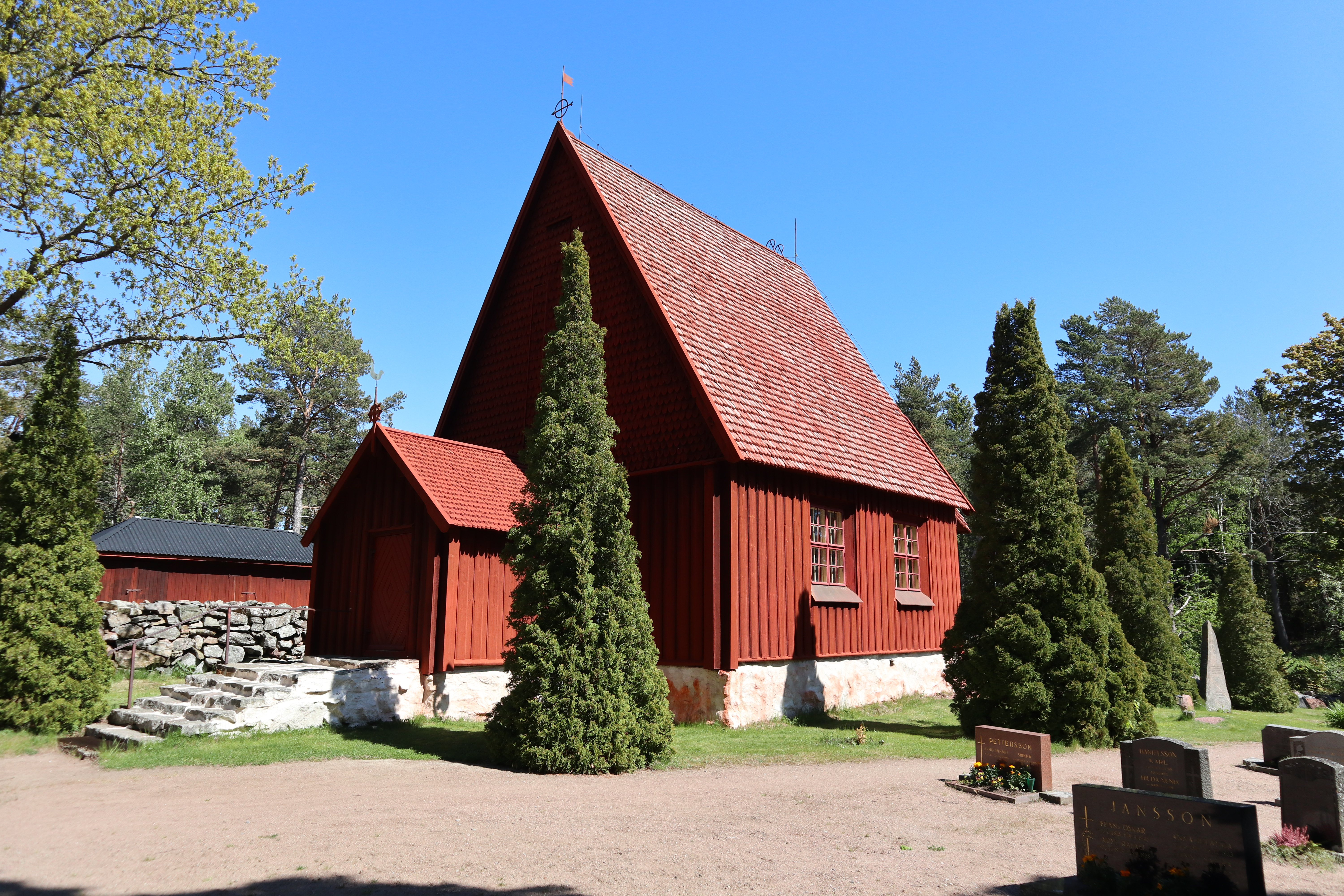
Maria Magdalena Kirche in Sottunga

Sottungas Holzkirche befindet sich seit 1661 an ihrer heutigen Stelle. Die heutige Kirche wurde nach dem Brand 1728 gebaut. Sie ist die kleinste Holzkirche Finnlands.

## Inseln
Zu der Gemeinde gehören die Inseln Finnö, Husö, Hästö, Mosshaga und Storsottunga.